# با ديبا
با ديبا (15 أكتوبر 1987 في غامبيا - ) هو لاعب كرة قدم غامبي وسويدي في مركز الهجوم. شارك مع منتخب غامبيا لكرة القدم. أما مع النوادي، فقد لعب مع IFK Haninge ‏ ونادي سوندسفال ‏.

## وصلات خارجية
- با ديبا على موقع اتحاد السويد (السويدية)
- با ديبا على موقع اتحاد تركيا (لاعب) (الإنجليزية)
- با ديبا على موقع قاعدة بيانات كرة القدم.إي يو (الإنجليزية)
- با ديبا على موقع ناشيونال فوتبول تيمز (الإنجليزية)
- با ديبا على موقع Soccerway.com (الإنجليزية)